# Narecho tecomariae
Narecho tecomariae är en insektsart som beskrevs av Pieter D. Theron 1970. Narecho tecomariae ingår i släktet Narecho och familjen dvärgstritar. Inga underarter finns listade i Catalogue of Life.